# Centre de l'accélérateur linéaire de Stanford
Pour les articles homonymes, voir SLAC.

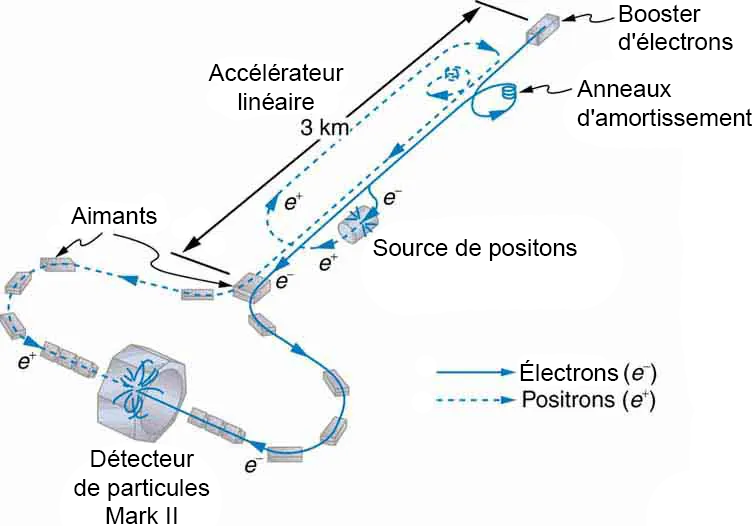
Schéma de l'accélérateur linéaire de Stanford

Le Laboratoire national de l'accélérateur SLAC (en anglais : SLAC National Accelerator Laboratory, précédemment Centre de l'accélérateur linéaire de Stanford,) est un laboratoire de physique dépendant du Département de l'Énergie des États-Unis et géré par l'Université Stanford. Ses activités de recherche se concentrent sur la physique des particules théorique et expérimentale, et depuis quelques années s'ouvrent à la photonique au travers du projet LCLS. L'accélérateur de particules de 3,2 km de long situé sur le site est le plus long accélérateur linéaire au monde.

## Historique et découvertes
Fondé en 1962 en tant que Centre de l'accélérateur linéaire de Stanford (SLAC) est situé sur un terrain appartenant à l'université Stanford en Californie d'une surface de 1,72 kilomètre carré et situé à l'ouest du campus principal.
L'accélérateur principal (LINAC), d'une longueur de 2 miles (3,2 kilomètres, le plus grand accélérateur linéaire du monde) est capable d'accélérer des électrons et des positrons à des énergies allant jusqu'à 60 GeV ; il est opérationnel depuis 1966. L'accélérateur lui-même est enfoui à 10 mètres sous terre ; le bâtiment qui abrite ses composants en surface est le plus long bâtiment aux États-Unis. En 2015, le SLAC comptait plus de 1 500 employés, dont 150 physiciens détenteurs d'un doctorat, et accueille 3 000 chercheurs chaque année.

Trois prix Nobel ont été décernés pour des recherches effectuées au SLAC :
- 1976 : Découverte du quark charm — voir méson J/Ψ[3]
- 1990 : Découverte de la structure en quarks du proton et du neutron[4]
- 1995 : Découverte du lepton tau, ou tauon[5]

En 1994, le laboratoire a reçu le label « National Historic Mechanical Engineering Landmark » par la Société américaine des ingénieurs mécaniciens (American Society of Mechanical Engineers). Ce label récompense les plus grands projets d'ingénierie américains.
SLAC a participé au développement du World Wide Web et a publié en décembre 1991 la première page web aux États-Unis.
Dans la première moitié des années 1990, les propriétés du boson Z ont été étudiées au Stanford Linear Collider (SLC : « Collisionneur linéaire de Stanford »), constitué du prolongement de l'accélérateur linéaire par deux arcs permettant des collisions frontales entre des électrons et des positrons.
Depuis 1998, le SLAC dispose d'un anneau de stockage électron-positron asymétrique de 2,2 km de rayon, PEP-II, dont l'injection est effectuée directement par le LINAC. Il accueille l'expérience BaBar qui a pour vocation l'étude de la violation de symétrie CP dans le système des mésons B.
En 2006, le prix Nobel de chimie est attribué au professeur de l'université Stanford Roger Kornberg, qui affirme que le SLAC a été essentiel aux recherches qui l'ont conduit au prix Nobel.
Le 15 octobre 2008, le département de l'Énergie annonce que le nom du centre change, pour devenir le SLAC National Accelerator Laboratory, pour une meilleure représentation de la nouvelle équipe de direction du laboratoire et la possibilité de déposer la marque SLAC, ce qui était impossible tant que Stanford faisait partie du nom.
Le SLAC accueille une unité de recherche à rayonnement synchrotron, le Stanford Synchrotron Radiation Lightsource (SSRL) qui réutilise l'anneau SPEAR où ont été découverts la méson J/Ψ et le lepton tau. Depuis le milieu des années 1980, le SSRL dispose de son injecteur, ce qui lui permet d'être opéré indépendamment du LINAC.

## Composants

### Accélérateur

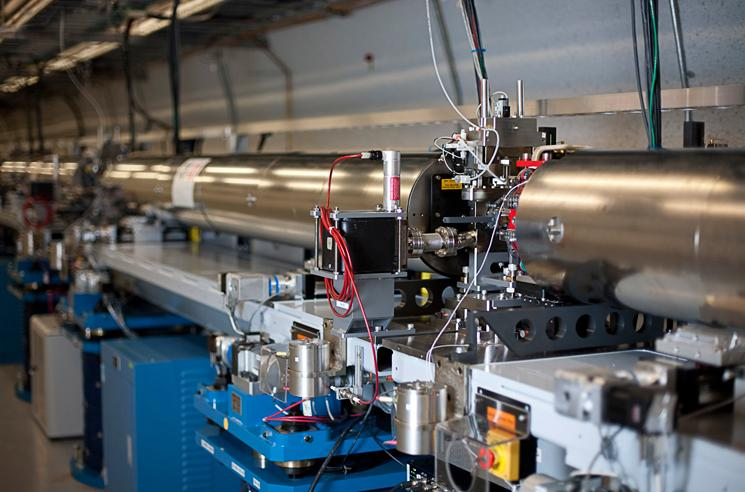
Partie de la ligne de faisceau du SLAC.

L’accélérateur principal était un accélérateur linéaire RF qui accélérait les électrons et les positrons jusqu’à 50 GeV. D’une longueur de 3,2 km, l’accélérateur était le plus long accélérateur linéaire du monde et était considéré comme « l’objet le plus droit du monde » jusqu’en 2017, date à laquelle le laser européen à électrons libres et à rayons X a ouvert ses portes. L’accélérateur principal est enterré à 9 m sous terre et passe sous l’Interstate Highway 280. La galerie de klystrons au-dessus du sol, au sommet de la ligne de faisceau, était le plus long bâtiment des États-Unis jusqu’à ce que les interféromètres jumeaux du projet LIGO soient achevés en 1999. Il est facilement distinguable depuis le ciel et est marqué comme un point de cheminement visuel sur les cartes aéronautiques.
Une partie de l’accélérateur linéaire d’origine fait maintenant partie du LCLS.

### SPEAR
SPEAR (Stanford Positron Electron Electron Accelerating Ring) était un collisionneur qui a commencé à fonctionner en 1972, faisant entrer en collision des électrons et des positrons d’une énergie de 3 GeV. Au cours des années 1970, les expériences menées à l’accélérateur ont joué un rôle clé dans la recherche en physique des particules, notamment la découverte du méson J/ψ (prix Nobel de physique en 1976), de nombreux états du charmonium et la découverte de la particule tau (prix Nobel de physique en 1995).
Aujourd’hui, SPEAR est utilisé comme anneau de stockage pour la source de lumière Stanford Synchrotron Radiation Lightsource (SSRL).

### Stanford Linear Collider
Le Standford Linear Collider (collisionneur linéaire de Stanford) était un collisionneur qui faisait entrer en collision des électrons et des positrons au SLAC. L'énergie au centre de masse était d’environ 90 GeV, soit l’équivalent de la masse du boson Z, que l’accélérateur était destiné à étudier. Barrett D. Milliken, un étudiant, a découvert le premier événement Z le 12 avril 1989 alors qu’il examinait les données informatiques de la veille provenant du détecteur Mark II. La majeure partie des données a été collectée par le SLAC Large Detector, qui a été inauguré en 1991. Bien que largement éclipsé par le Grand collisionneur électron-positron du CERN, qui a commencé à fonctionner en 1989, le faisceau d’électrons hautement polarisé du SLC (à près de 80 %) a permis certaines mesures uniques, telles que la violation de parité dans le couplage du Bozon Z et du quark b.
Actuellement, aucun faisceau ne pénètre dans les arcs sud et nord de la machine, qui mènent au foyer final, cette section étant mise sous cocon pour faire passer le faisceau dans la section PEP-II à partir du poste de commutation du faisceau.

### SLAC Large Detector

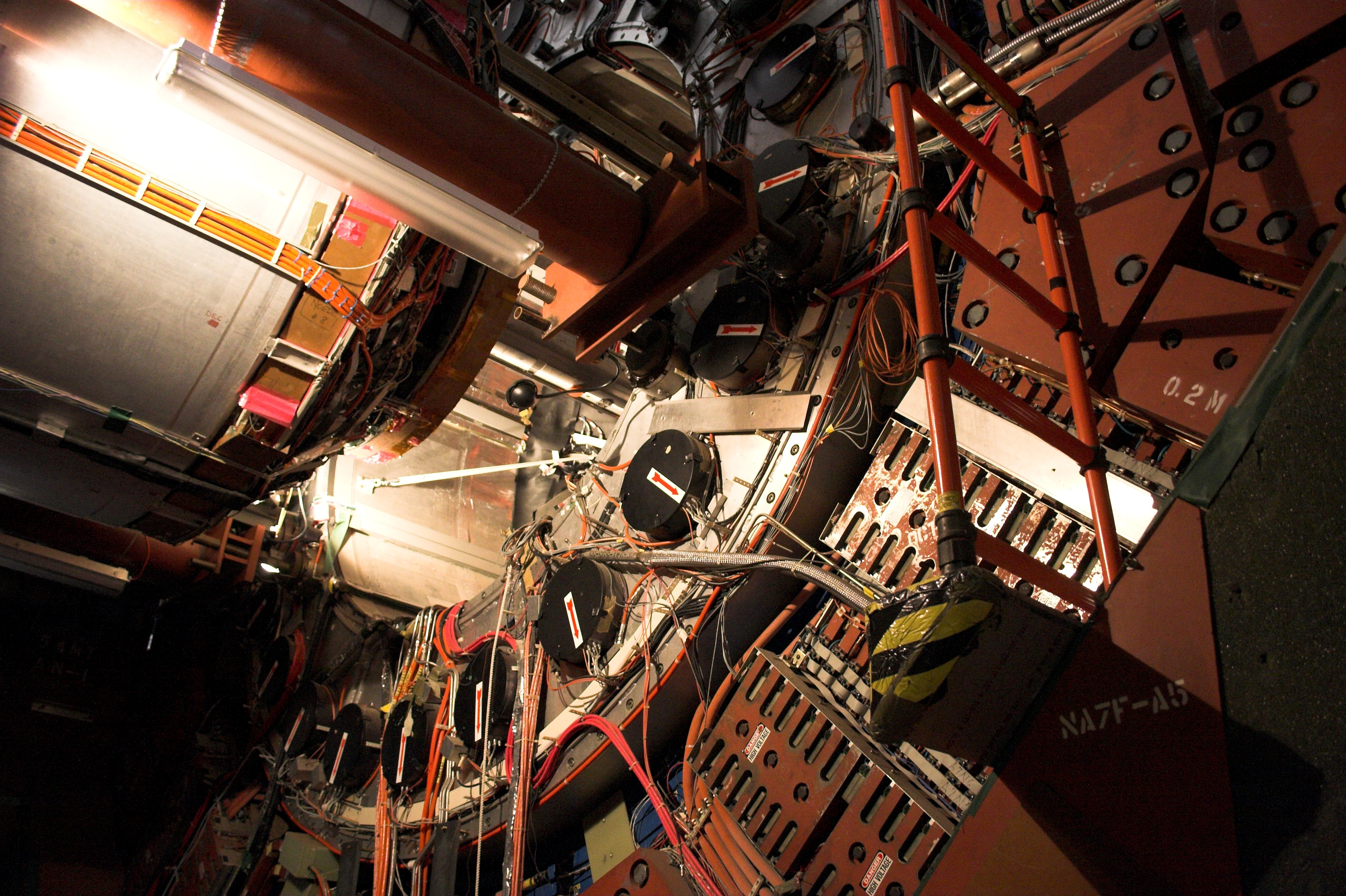
Vue de l'intérieur du SLD.

Le SLAC Large Detector (SLD) était le détecteur principal du collisionneur linéaire de Stanford. Il a été conçu principalement pour détecter les bosons Z produits par les collisions électrons-positrons de l’accélérateur. Construit en 1991, le SLD a fonctionné de 1992 à 1998.

### PEP
Le PEP (Positron-Electron Project) a été mis en service en 1980, avec des énergies de centre de masse allant jusqu’à 29 GeV. À son apogée, le PEP disposait de cinq grands détecteurs de particules en service, ainsi que d’un sixième détecteur plus petit. Environ 300 chercheurs ont utilisé le PEP. PEP a cessé ses activités en 1990 et la construction de PEP-II a commencé en 1994.

### PEP-II
De 1999 à 2008, l’objectif principal de l’accélérateur linéaire était d’injecter des électrons et des positrons dans l’accélérateur PEP-II, un collisionneur électron-positron avec une paire d’anneaux de stockage de 2,2 km de circonférence. PEP-II a accueilli l’expérience BaBar, l’une des expériences dites B-Factory étudiant la symétrie de parité de charge.

### LCLS
Le Linac Coherent Light Source (LCLS) est une installation de laser à électrons libres située au SLAC. Le LCLS est en partie une reconstruction du dernier tiers de l’accélérateur linéaire d’origine au SLAC, et peut fournir un rayonnement X extrêmement intense pour la recherche dans un certain nombre de domaines. Il a été mis en service pour la première fois en avril 2009.
Le laser produit des rayons X durs, ayant 109 fois la luminosité relative des sources synchrotron traditionnelles, et est la source de rayons X la plus puissante au monde. Le LCLS permet une variété de nouvelles expériences et apporte des améliorations aux méthodes expérimentales existantes. Souvent, les rayons X sont utilisés pour prendre des « instantanés » d’objets au niveau atomique avant d’oblitérer des échantillons. La longueur d’onde du laser, allant de 6,2 à 0,13 nm (200 à 9500 électronvolts (eV)),, est similaire à la largeur d’un atome, fournissant des informations extrêmement détaillées qui étaient auparavant inaccessibles. De plus, le laser est capable de capter des images avec une « vitesse d’obturation » mesurée en femtosecondes, ou millionièmes de milliardièmes de seconde (10-15 s), nécessaire car l’intensité du faisceau est souvent suffisamment élevée pour que l’échantillon explose sur l’échelle de temps femtoseconde,.

### LCLS-II
Le projet LCLS-II consiste à apporter une mise à niveau majeure au LCLS en ajoutant deux nouveaux faisceaux laser à rayons X. Le nouveau système utilisera 500 m supplémentaires du tunnel existant pour ajouter un nouvel accélérateur supraconducteur à 4 GeV et deux nouveaux ensembles d’ondulateurs qui augmenteront la gamme d’énergie disponible du LCLS. Les découvertes utilisant ces nouvelles capacités pourraient inclure de nouveaux médicaments, des ordinateurs de nouvelle génération et de nouveaux matériaux.

## Groupes de recherche
SLAC est divisé en plusieurs unités ; chacune d'entre elles conduit des recherches ayant différents objectifs :
- FACET (Facility for Advanced Accelerator Experimental Tests) ;
- KIPAC (Kavli Institute for Particle Astrophysics and Cosmology) ;
- PEP (Positron Electron Project) ;
- Stanford PULSE Institute ;
- SIMES (Stanford Institute for Materials and Energy Sciences) ;
- SPEAR (Stanford Positron Electron Accelerating Ring) ;
- SSRP (Stanford Synchrotron Radiation Project) aujourd'hui SSRL ;
- SSRL (Stanford Synchrotron Radiation Lightsource) ;
- SUNCAT (SUNCAT Center for Interface Science and Catalysis).

## Découvertes notables
| Année | Expériences |
| ----- | --- |
| 1967  | Friedman, Kendall et Taylor commencent leurs expériences |
| 1968  | la chambre circulaire de 82 pouces commence à acquérir des données |
| 1972  | SPEAR fait entrer en collision ses premiers faisceaux |
| 1973  | SSRP établit les premières expériences de radiation sur SPEAR |
| 1974  | les mésons J/psi sont découverts SSRP commence les opérations sur SPEAR |
| 1976  | découverte du lepton Tau Richter obtient le prix Nobel de physique pour sa découvert du méson J/psi |
| 1977  | SSRP devient SSRL |
| 1980  | PEP émet ses premiers rayons |
| 1988  | LCLS émet ses premiers rayons |
| 1990  | Friedman, Kendall et Taylor obtiennent le Prix Nobel de physique pour la découverte du quark SPEAR devient un synchrotron dédié au SSRL                                                                |
| 1991  | SLAC héberge le premier site web aux États-Unis |
| 1995  | Perl obtient le Prix Nobel de physique pour sa découverte du lepton tau |
| 1999  | l'expérience BaBar enregistre ses premières données |
| 2006  | Kornberg obtient le prix Nobel de chimie pour sa découverte de l'ARN polymérase, travail en partie effectué au SSRL                                                                                    |
| 2008  | Les résultats de l'expérience BaBar sont déterminants dans l'attribution du prix Nobel de physique à Nambu et Kobayashi Le téléscope spatial Fermi commence à observer les rayons gamma dans l'espace. |

## Autres découvertes

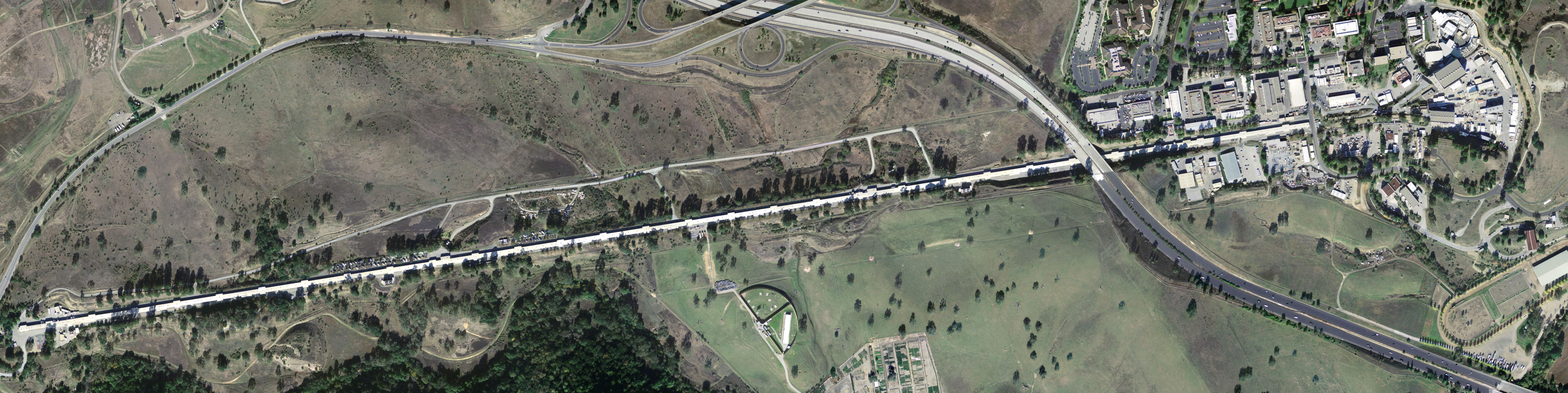
Vue aérienne de l'accélérateur linéaire

Le SLAC a également joué un rôle important dans le développement du klystron, une cavité d'amplification à radiofréquence de haute puissance utilisée dans la plupart des accélérateurs de particules.
D'importantes recherches sur l'accélération laser-plasma sont menées au SLAC. Celles-ci ont permis de doubler l'énergie d'électrons de 42 GeV dans un accélérateur d'un mètre de long.